# Velterslaan

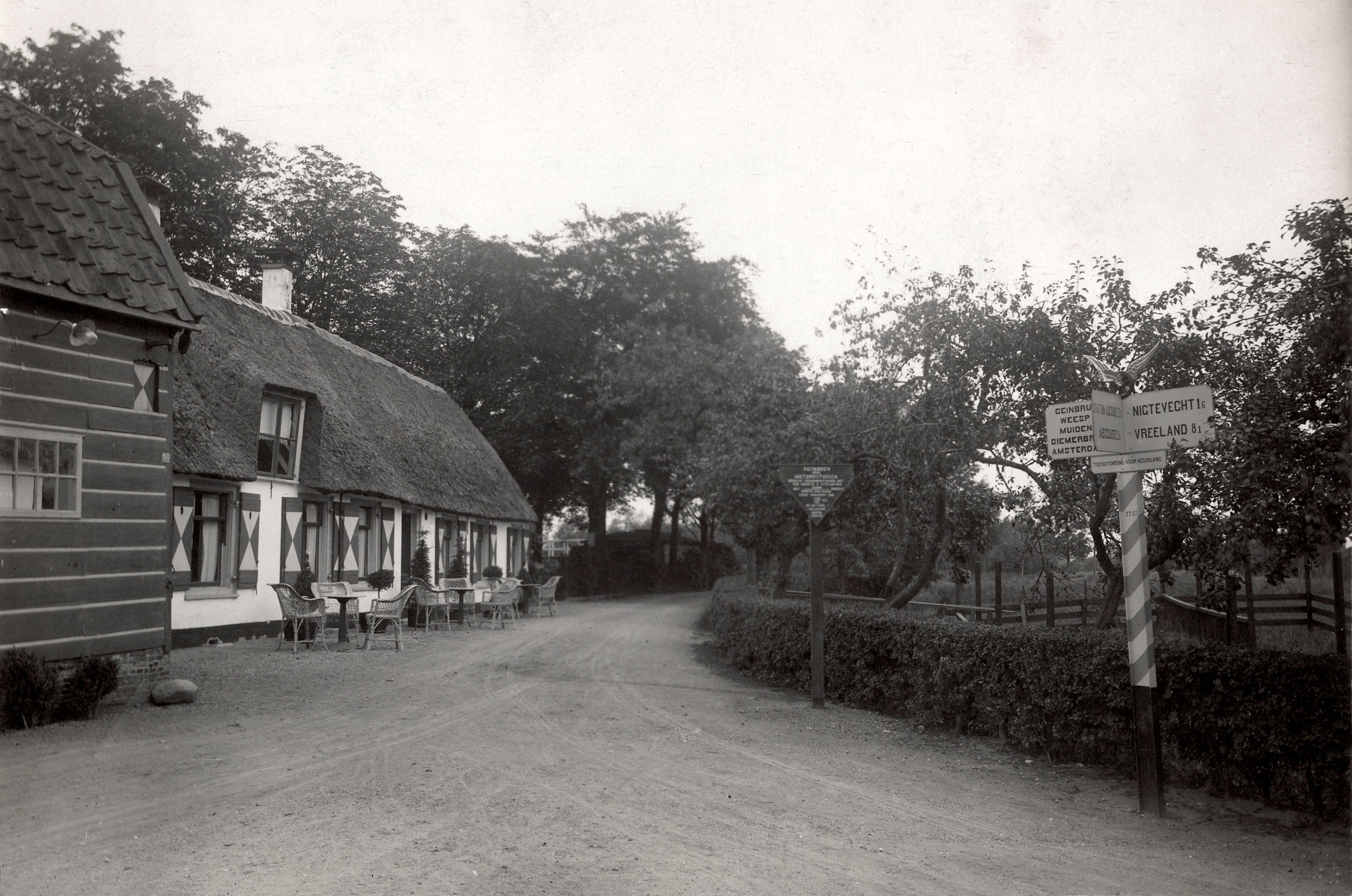
Rechts Velterslaan bij Gein Zuid voor 1923

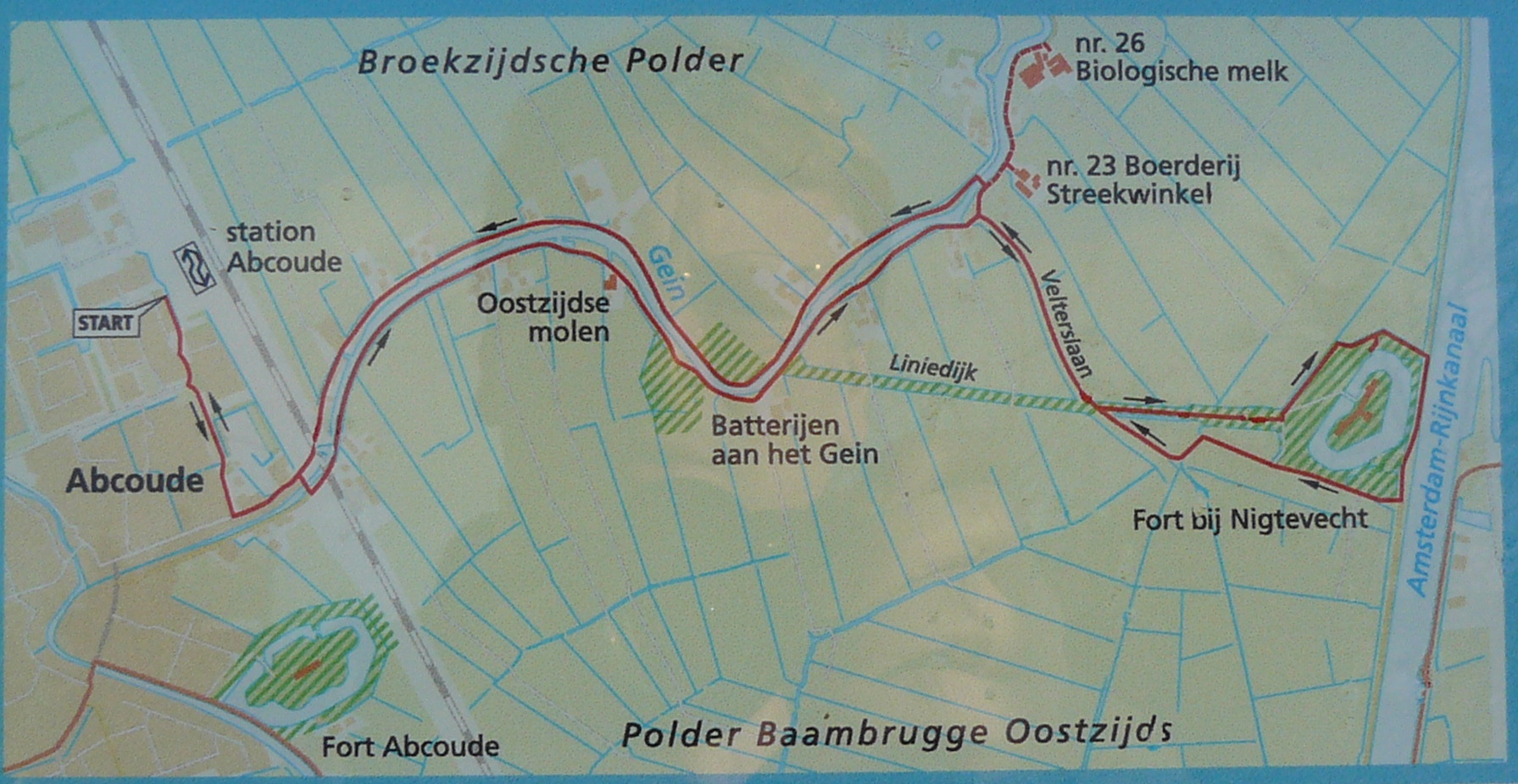
Kaart met een overzicht van de Stelling van Amsterdam tussen Abcoude en het fort. De loop van de Velterslaan is rechts zichtbaar met aan de andere kant van het kanaal de Korte Velterslaan

De Velterslaan is een kade en smalle bochtige weg die het Gein Zuid nabij de Wilhelminabrug verbindt met de Kanaaldijk West in het tot de gemeente de Ronde Venen behorende dorp Abcoude. Bestuurlijk viel het eerste gedeelte van 1817-1966 onder de gemeente Weesperkarspel maar werd in 1966 door Amsterdam geannexeerd. In 1989 moest Amsterdam het zuidelijke deel (3,25 km²), waar op dat moment 208 personen woonden, echter afstaan aan de gemeente Abcoude.

## Geschiedenis
In 1608 werd een kade aangelegd om overstromingen te voorkomen vanuit de Stichtse Oostzijdsche polder naar de Hollandse Aetsveldse polder. De kade liep oorspronkelijk tussen tussen het Gein en de Vecht bij de Vreelandseweg in Nigtevecht. 
In 1691 kreeg de Amsterdamse koopman en secretaris van de stad Jeronius Velters (1645-1707) na onderhandeling met de ingelanden van de polders het recht om op zijn kosten deze kade te verhogen, te verbreden en voorzien van bestrating zodat hij hier met een koets met paarden overheen kon rijden van zijn buitenhuis "De Ham" aan de Vecht naar het Gein en geen omweg via Weesp hoefde te maken. De kade die oorspronkelijk net als de nog bestaande Hollandse Kade die naam droeg werd naar hem vernoemd en hij was verplicht de weg te onderhouden. Als tegenprestatie mocht hij om inkomsten te verkrijgen voor de kosten tol heffen en bouwde hiervoor een tolhuis, schuur en tolhek op de hoek bij het Gein-Zuid en bij Vreelandseweg bij de Vecht. Na 1933 hoefde voetgangers geen tol meer te betalen en konden passeren door een tourniquet. Alleen de ingelanden van de aangrenzende polders op Hollands grondgebied kregen daarvan vrijstelling. Na Velters overlijden werd de tol door rechtsopvolgers geheven. De tol bedroeg na 1945 bepaalde tijd voor een rijwiel 10 cent, motorfiets, bromfiets en paard 25 cent en paard en wagen en auto 50 cent en werd in 1968 afgeschaft na 277 jaar.
Tot 1892 was de kade een doorgaande weg tussen Gein-Zuid in Weesperkarspel en Nigtevecht. Na de aanleg in 1892 van het  Merwedekanaal werd de weg onderbroken en eindigde toen op de hoger gelegen Kanaaldijk West. Vanaf de Kanaaldijk Oost kreeg het korte overgebleven gedeelte in Nigtevecht de naam "Korte Velterslaan". Er verscheen een draaibrug van 40 meter breed over het Merwedekanaal.
In 1904 werd Fort Nigtevecht voltooid, een rijksmonument, tezamen met de Liniewal Geindijk-Nigtevecht die de Velterslaan halverwege kruist in het kader van de Stelling van Amsterdam. Het fort heeft het huisnummer 1 maar er zijn geen verdere huisnummers. De Korte Velterslaan in Nigtevecht kent de huisnummers 1-13 met laagbouwwoningen.
In 1952 werd het Merwedekanaal opgenomen in het nieuwe Amsterdam-Rijnkanaal en verbreed tot 80 meter waarbij de draaibrug verdween en werd vervangen door een gratis veerwagen, een rijdende pont die werd voortbewogen op wielen over een rail op circa 6 meter diepte aangedreven door een dieselmotor. Naast deze pont was een overzetbootje afgemeerd omdat het tot 1960 voor fietsers en voetgangers niet toegestaan was gebruik te maken van de veerwagen. Daarna bleef het bootje beschikbaar bij onderhoud of reparatie van de veerwagen om toch de fietsers en voetgangers over te kunnen zetten. Na 15 jaar dienst voer de pont op 31 december 1967 voor het laatst. Door de verbreding van het kanaal tot 100 meter was er geen plaats meer voor de pont en werd de verbinding tussen de Velterslaan en Korte Velterslaan verbroken. Voortaan diende men om te rijden via de Weesperbrug of Loenerslootsebrug.
In 2018 werd de verbinding, zij het niet in rechte lijn, voor voetgangers en fietsers hersteld met de nieuwe Liniebrug.
De herberg op de hoek Gein-Zuid die eerst het "Grauwe Paard", daarna "de Vink" heette en later werd verbouwd tot woonhuis is anno 2023 samen met een aantal andere panden een B&B.